# Stumm
Stumm é um município da Áustria, situado no distrito de Schwaz, no estado do Tirol. Tem 4,94 km² de área e sua população em 2019 foi estimada em 1.899 habitantes.